# Mines de Rancié

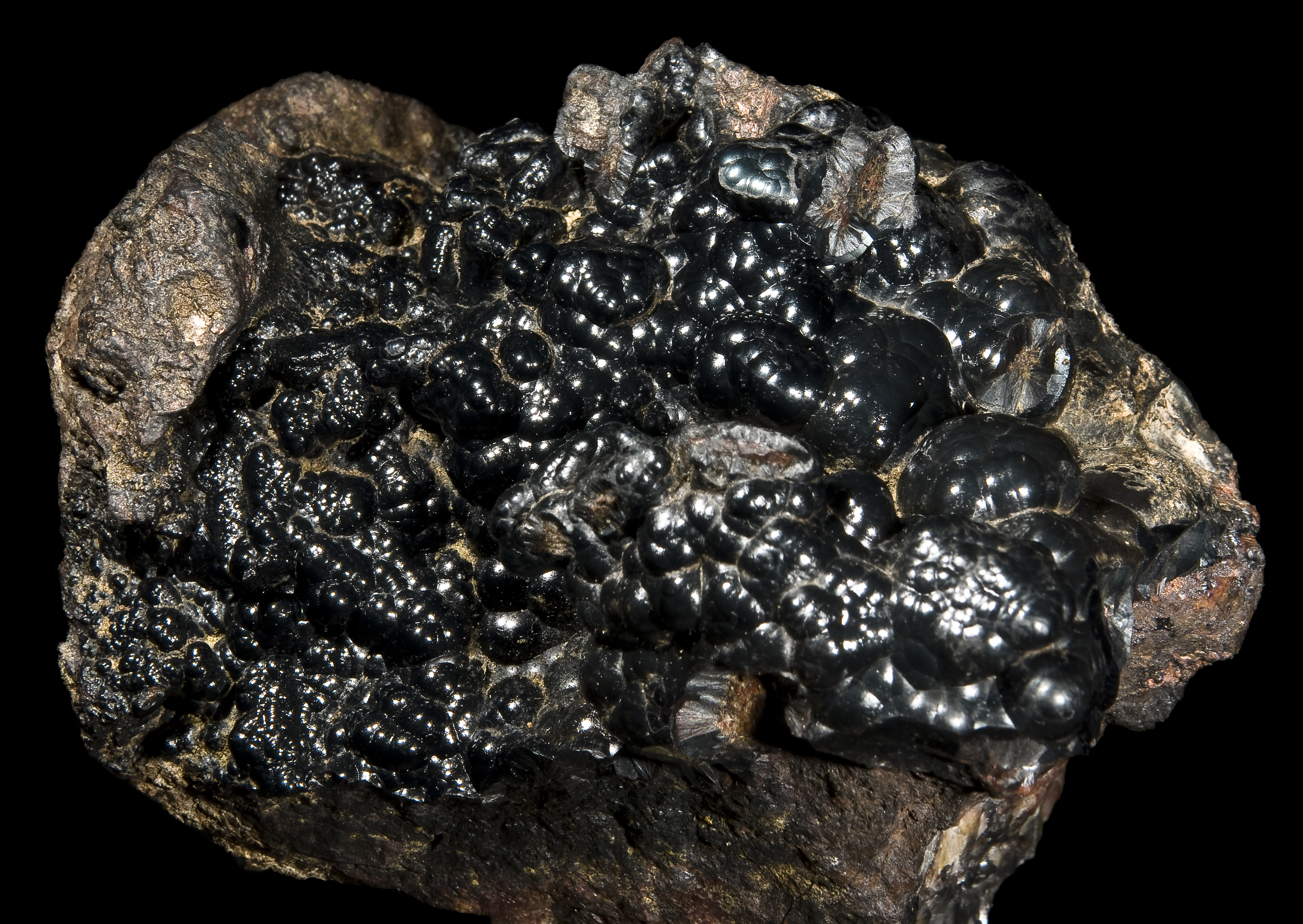
Hématite de Rancié

Les mines de Rancié sont d'anciennes mines de fer situées en pleine montagne à Sem, en Ariège. L'exploitation a commencé, à ciel ouvert, au sommet du pic de Ganchette qui culmine à 1 596 m . Par la suite, des galeries furent creusées toujours en descendant, la dernière, ouverte à la fin du XIXe siècle, est située sous le village de Sem à environ 900 m d'altitude. 

## Gisement
La mine de Rancié appartient à un bassin ferrifère de 19 km de long du pic de Rizoul (Goulier) au Pech Saint-Pierre (Château-Verdun) sur 2 à 4 km de large. En dehors de Sem, le fer a été exploité à Lercoul, Miglos, Larnat, Larcat et Château-Verdun. A Sem, le gisement se présente sous la forme d’une montagne de minerai généralement entouré de calcaire qui forme un filon de 600 mètres de haut sur 700 mètres de large. Ce minerai de très bonne qualité est constitué principalement d’une hématite brune et rouge associée à de l’oxyde de manganèse qui permettait d’obtenir des aciers réputés inoxydables.
Les mines de Ranciè sont le topotype d'un oxyde de manganèse qui porte son nom : la ranciéite.

## Historique

### Antiquité
Les premières traces d’exploitation du fer à la mine de Rancié datent du IIIe siècle après J.-C., mais il est possible que comme beaucoup de mines romaines, le début de l’extraction soit beaucoup plus ancien (époque gauloise).

### Moyen Âge
La mine, comme souvent dans les Pyrénées, est depuis des millénaires la propriété collective et indivise des habitants. L'exploitation est gérée par « l'Universalité du Peuple du Vic-de-Sos » qui était une sorte de petite république montagnarde, quasi indépendante, comparable à celle des vallées d'Andorre. Elle est cependant régie par des Chartes des comtes de Foix et des Règlements.
Le Comté de Foix est créé en 1012 et dans la première Charte qui nous est parvenue, datée de 1272, Roger Bernard III y confirme les privilèges de la vallée : le comte reconnaît l’Universitas de Sos, c’est-à-dire la République du Vic de Sos, considérée comme personnalité morale en droit féodal. Il reconnaît que les habitants sont ses sujets et sont membres d’un corps qui a une réalité politique. À ce titre, les habitants désignent leurs représentants  appelés les Consuls au nombre de quatre. Ils partagent le pouvoir avec le Bailli représentant du Comte.
La Charte de 1293 confirme ces privilèges et c’est la première qui évoque la mine : le comte autorise les habitants à extraire le fer et à transformer le minerai sans payer de taxes à l’intérieur de la vallée; il les autorise « de faire passer et de conduire le fer au-delà des ports pourvu qu’ils paient le droit de gabelle ». En 1332, Gaston II confirme ces privilèges qui fait de la vallée le propriétaire au moins de la concession si ce n’est de la mine. Mais cette propriété est liée à la coutume et non à la loi. À la fin du Moyen Âge, le développement des forges à la catalane augmente la production de fer tandis que la demande croît à la faveur de la guerre de Cent Ans. Cette exploitation ruine les forêts de la vallée qui sont presque entièrement détruites pour alimenter les forges, ce qui donne naissance au commerce du minerai liée à la pénurie de bois : on va d’abord échanger du minerai contre du bois avec le Couserans avant d’étendre les ventes, qui ne peuvent se faire qu’au “ Pré de Vic ”. [Traité de 1355 entre le Comte et l’Universitas]. Ce développement nécessite un premier règlement établi en 1414.

### Époque moderne
À l’époque moderne, la mine de fer de Rancié se développe, devenant la plus importante exploitation de fer des Pyrénées françaises. 
Son développement soutient la population de toute la vallée et bien au-delà : beaucoup de paysans se font mineurs ou transporteurs saisonnièrement ou toute l’année. Les maîtres de forges deviennent les bourgeois les plus riches de la vallée et contrôlent le Consulat et la mine. Ce sont eux qui nomment les jurats qui dirigent l'exploitation et qui fixent les prix de vente du minerai. Ce système perdure jusqu'à la Révolution française.

### Époque contemporaine
Si Bonaparte met la mine sous l'autorité du Préfet et d'un ingénieur des mines pour diriger l'exploitation, les mineurs continuent de revendiquer leur indépendance. En 1833, la mine est concédée aux huit communes de la vallée (il n'y en a plus que sept aujourd'hui, toujours concessionnaires) même si le préfet reste le véritable patron. En 1893, l’administration de la mine est confiée à un Conseil d’administration formé de 11 membres élus par les Conseils municipaux des 8 communes (Vicdessos, Sem, Goulier-Olbier : 2 conseillers chacune ; Suc-et-Sentenac, Auzat, Saleix, Orus, Ilier-Laramade) et non plus au préfet. Ce Conseil d'administration nomme un directeur des travaux et choisit les mineurs divisés en trois catégories (auxiliaires, titulaires, vétérans). La grande nouveauté est que les mineurs deviennent en fait des salariés, car c’est l’administration qui vend le minerai puisqu’il n’y a plus qu’un seul client : la Société Métallurgique de l'Ariège qui possède depuis 1869 un haut-fourneau à Tarascon-sur-Ariège à 15 km de Vicdessos. Cet équipement ne reçoit pas uniquement du minerai de Rancié mais aussi de la mine de Pimorent dans la commune de Porté-Puymorens en Cerdagne.
Les mineurs ont toujours revendiqué un droit de regard sur la mine. En 1838, ils émettent le souhait de créer une caisse d'épargne. Finalement, ce sera une caisse de secours, mise en place le 25 mai 1843. À la suite de difficultés financières dues à un manque de cotisations, la caisse est liquidée en 1894. Aussitôt, une nouvelle caisse voit le jour en adéquation avec la loi de 1894.
À partir du XVIIIe siècle, et surtout du XIXe siècle, la découverte de quantité de nouvelles mines, ainsi que l’accélération des communications avec les colonies augmenta la concurrence et la mine de Rancié devint de moins en moins intéressante. La dernière galerie est percée à la fin du XIXe siècle, et la mine est définitivement abandonnée en 1929 à la suite d'un effondrement qui fait deux morts. Les travaux qui auraient été nécessaires pour sa mise en sécurité rendaient l'exploitation non rentable.

## Valorisation du patrimoine
Un sentier de découverte part de la RD 8 au sud du hameau d'Arconac vers Sem et permet de relier différents sites du passé de la mine en passant vers les cascades de Caraoucou.

Galerie
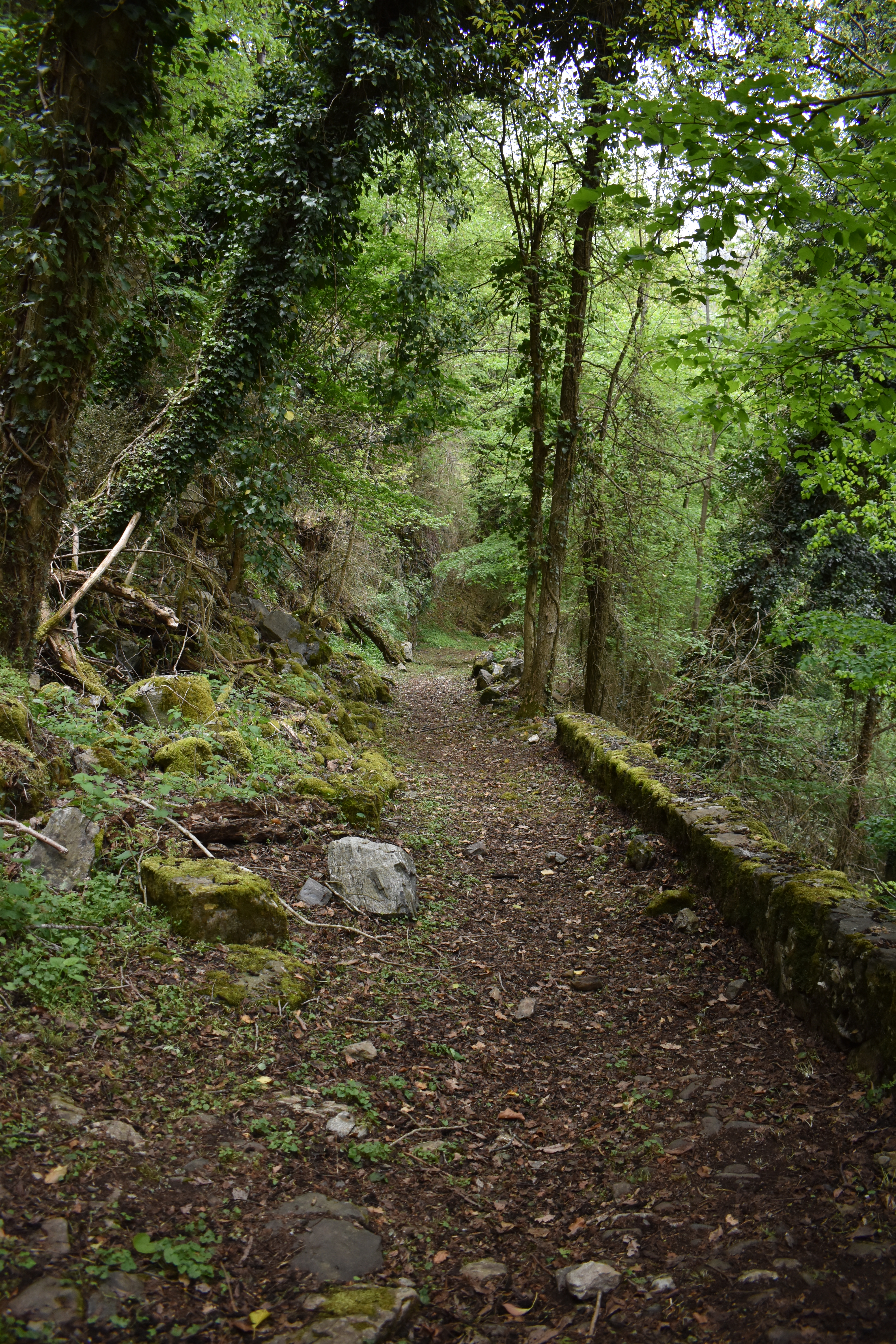
Sentier découverte (de la RD vers Sem) : ancien chemin par lequel les ânes descendaient le minerai.
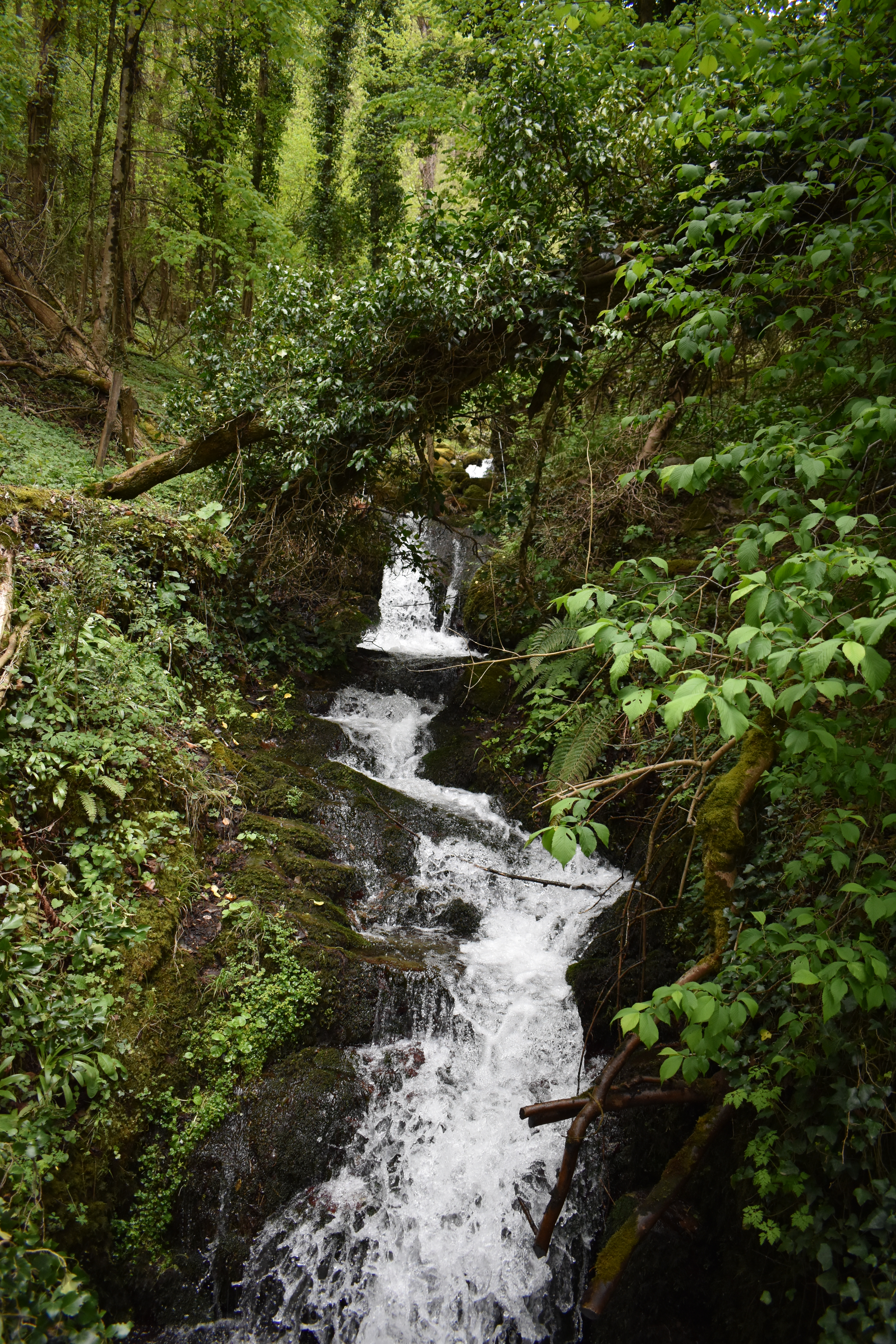
Ruisseau de Sem le long du sentier.
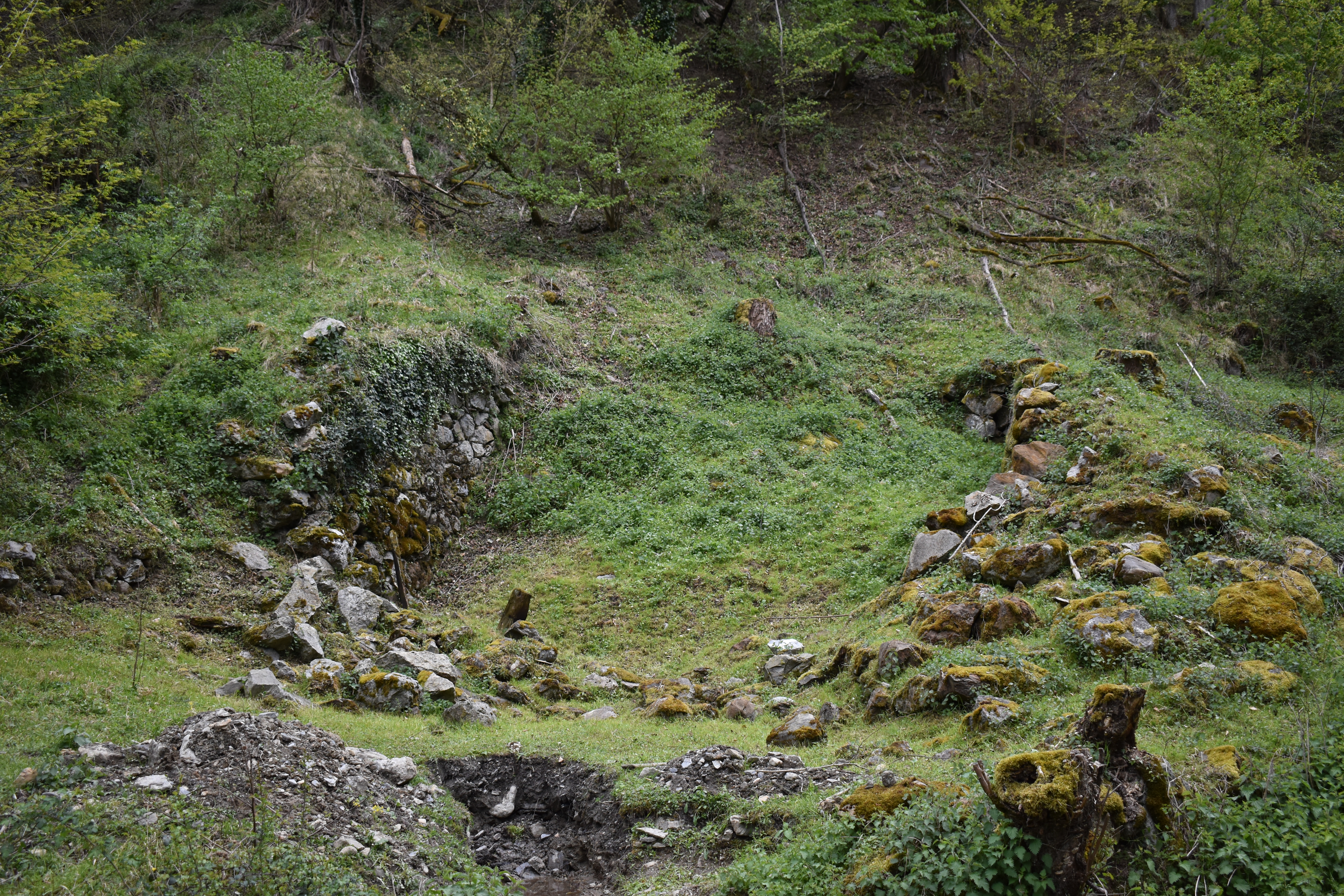
Galerie de la République (entrée condamnée).
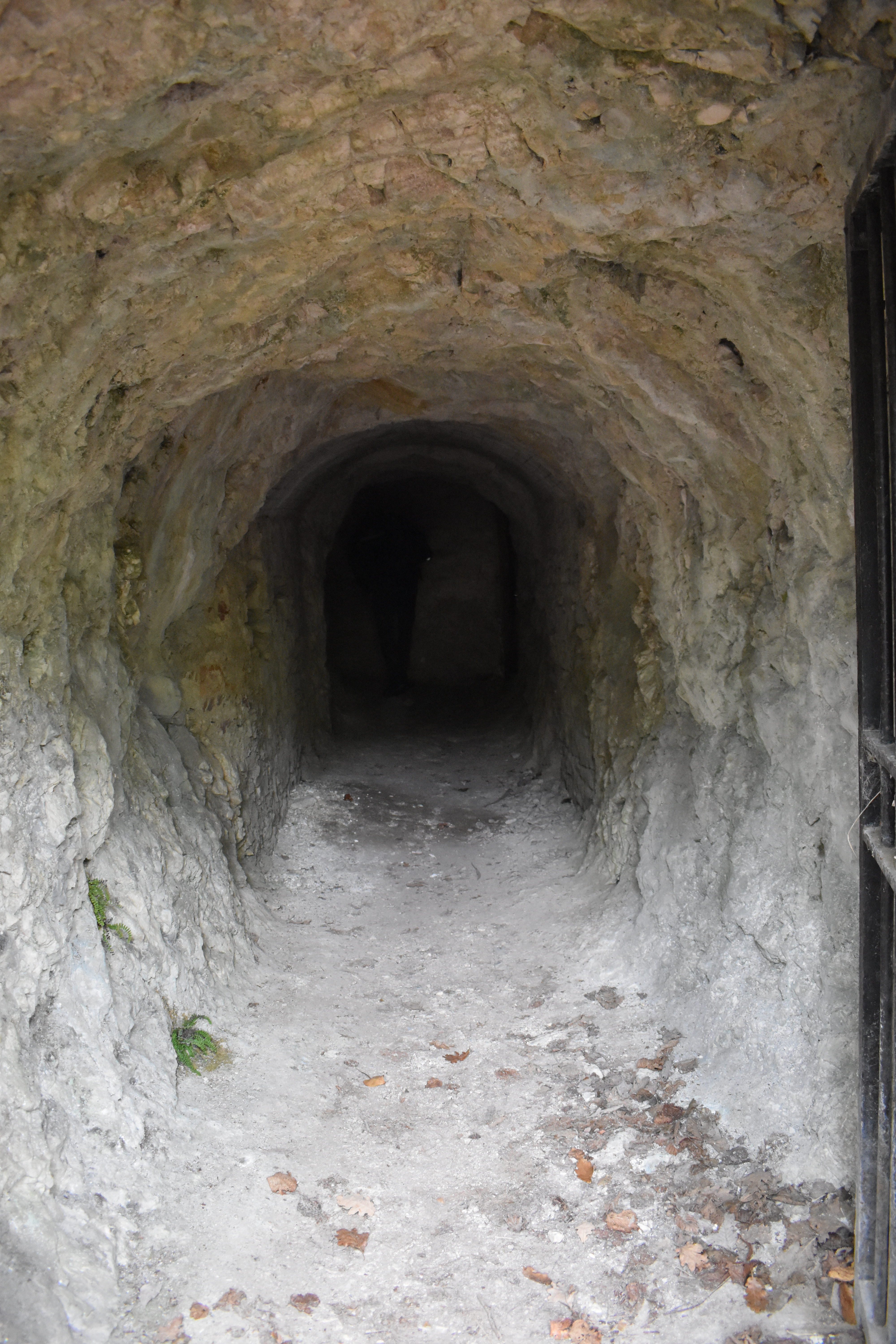
La poudrière.
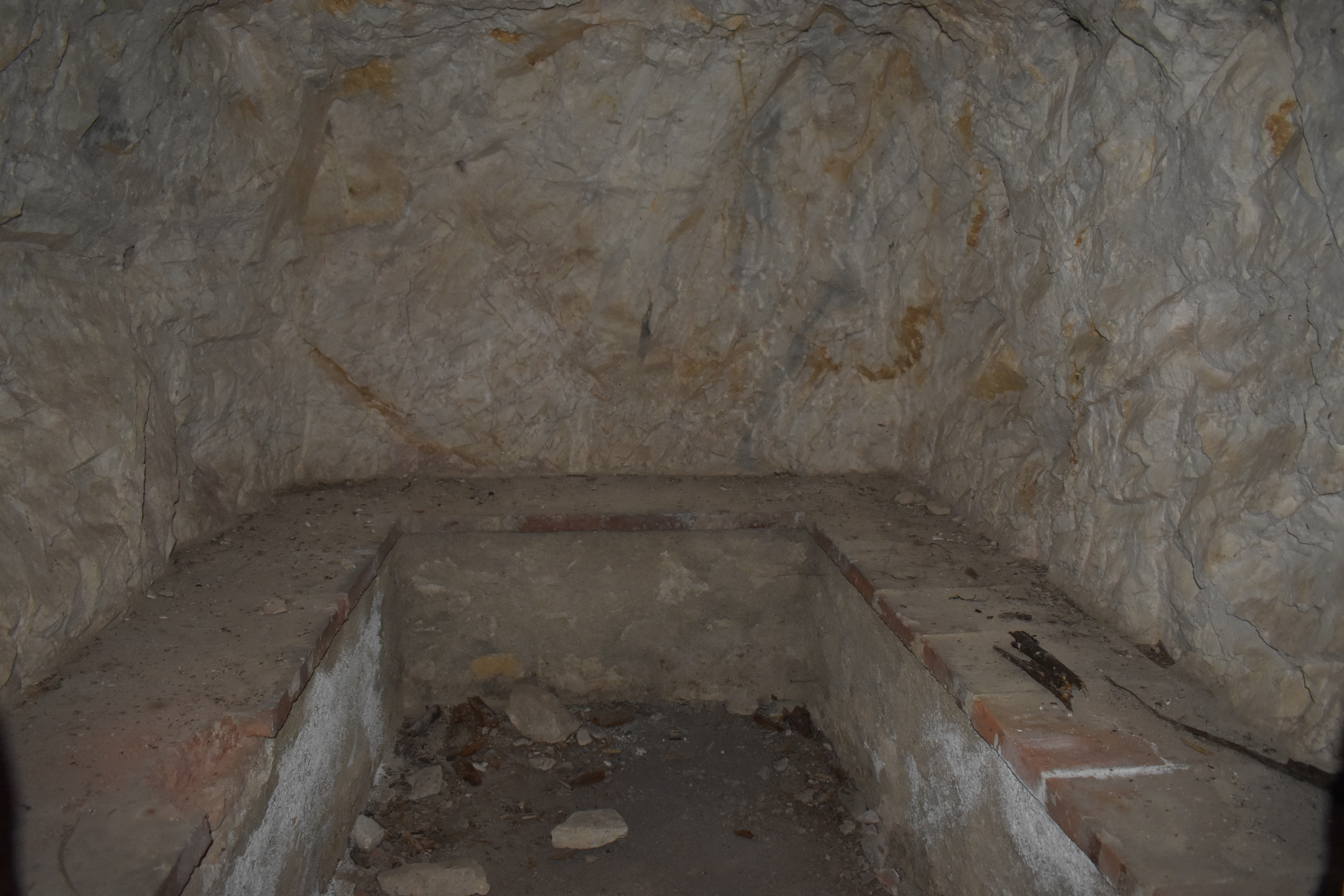
La poudrière.
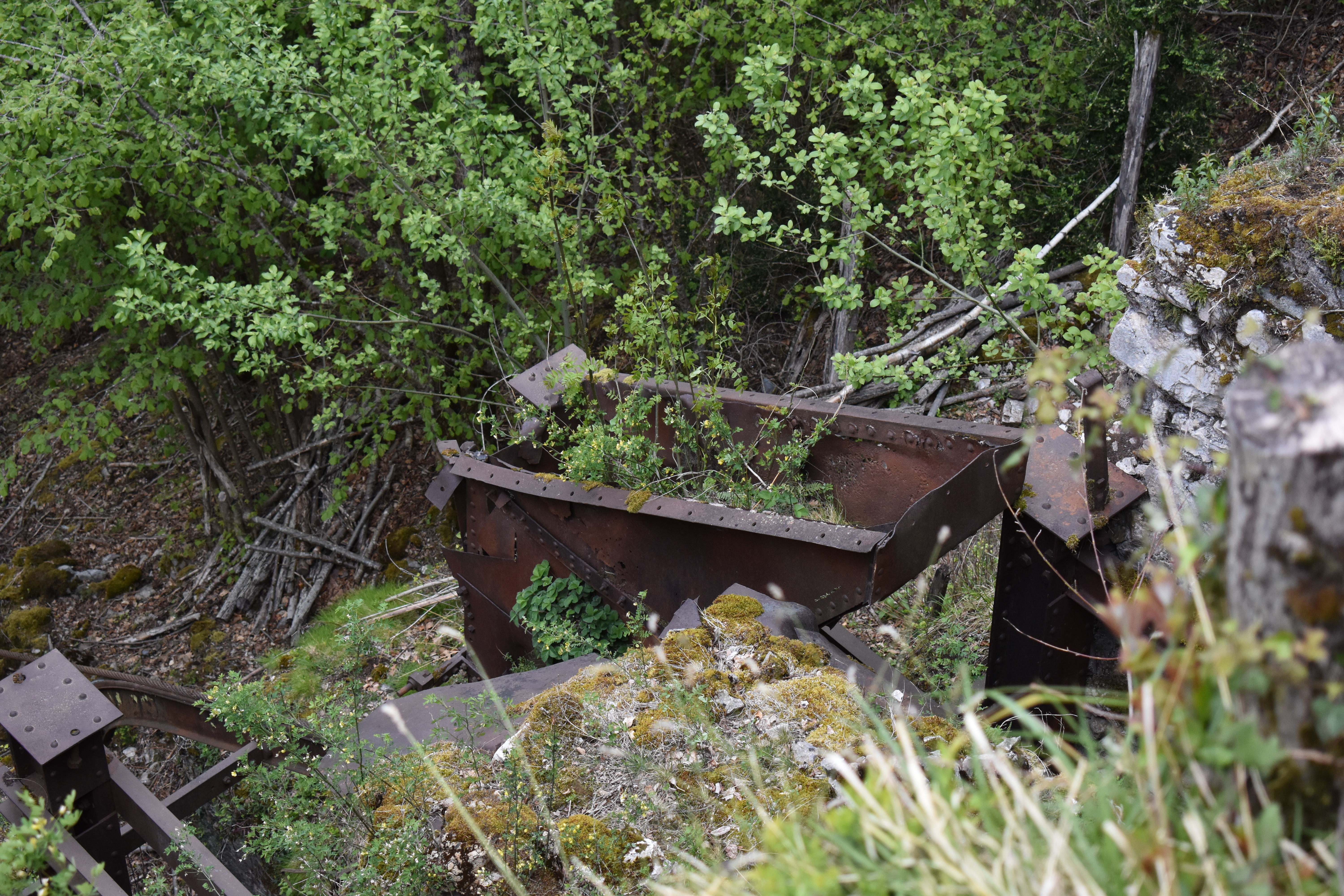
Ancienne trémie.
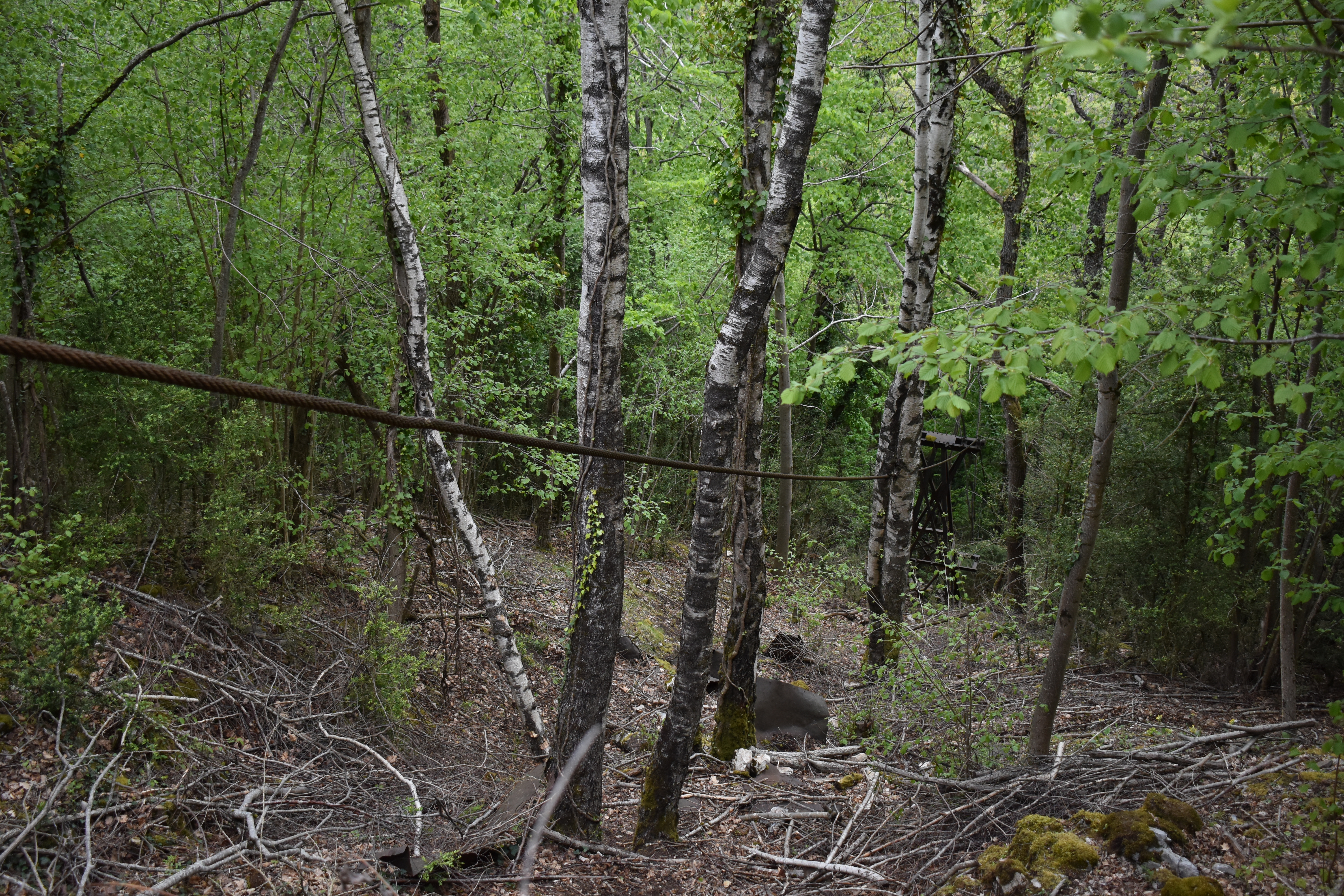
Câble de la trémie.

### Sources
- Le site officiel de la Vallée du Vicdessos
- Historique des mines de Rancié
- D'Aubuisson de Voisins (1769-1841), Observation sur les mines et les mineurs de Rancié et sur l’administration de ces mines, Toulouse, Bellegarrigue, 1818 (lire en ligne)
- Berranger F. : La mine de Rancié depuis la Révolution jusqu’à nos jours.  - Toulouse – Rivière 1913 158p.
- Chevalier Michel : La vie humaine dans les Pyrénées ariégeoises - Thèse géographie Toulouse, 1956, éditions Génin - Paris, 1061 pages.
- Philippe Frederic de Dietrich, Description des gîtes de minerai, des forges et des salines des Pyrénées, Paris, Didot Cuchet, 1786, 597 p. (lire en ligne)
- Jules François (1808-1890), Recherches sur le gisement et le traitement direct des minerais de fer dans les Pyrénées et particulièrement dans l'Ariège, Carilian-Goeury et V. Dalmont (Paris), 1843, 404 p., 2 vol. dont 1 atlas (lire en ligne)
- René Garmy, La « Mine aux mineurs » de Rancié 1789 – 1848, Domat-Montchrestien, 1943, 289 p.
- Henri Rouzaud (1884-1918), La mine de Rancié (comté de Foix), depuis le moyen âge jusqu'à la Révolution : histoire d'une mine aux mineurs, Toulouse, Privat, 1908, 144 p. (lire en ligne)
- Jean Claret, La sociale : la prise de pouvoir par les mineurs de Rancié, Ariège, 1904-1911, Toulouse, Rabiou, 2012, 272 p. (ISBN 978-2-9539140-1-6)